# Concertina
Een concertina is een op een trekzak gelijkend muziekinstrument dat behoort tot de familie van de aerofonen. Veelal hebben beide kanten waarin zich de tongenblokken bevinden een zeshoekige vorm. Uit de (Duitse) concertina is later de bandoneon ontwikkeld. Een aanverwant muziekinstrument is de Chemnitzer concertina, die sterk verwant is aan  de bandoneon.
De concertina kent een aantal ondersoorten:
1. De Engels-Duitse (of Anglo) concertina. Deze is wisseltonig (dat wil zeggen: het duwen levert een andere toon dan het trekken) en diatonisch;
2. De Engelse concertina, gelijktonig (duwen en trekken geeft dezelfde toon) en chromatisch, tonen zijn verdeeld over links en rechts;
3. De duetconcertina, gelijktonig, met lage tonen links en hoge tonen rechts waarmee tweestemmig spelen eenvoudiger te realiseren is.

In tegenstelling tot trekzak en accordeon hebben concertina's geen 'akkoordknoppen' aan de linkerzijde maar worden beide kanten voor melodie gebruikt.

## Engelse concertina
In 1844 patenteerde de Britse natuurkundige Charles Wheatstone zijn Engelse concertina als vervolg op een op 19 juni 1829 verleend octrooi voor de voorloper van de concertina, de symphonium. De Engelse concertina wordt gekenmerkt door de over linker- en rechterzijde verdeelde chromatische reeks tonen. Vanwege deze verdeling was het bijzonder geschikt als melodie-instrument, meestal met pianobegeleiding. De chromatiek en verdeling links-rechts waren de echte innovatie. 
Wheatstone was vooral geïnteresseerd in wetenschappelijke literatuur in het Frans, waardoor vroegere publicaties over instrumenten met doorslaande tongen hem bekend waren. In de Londense muziekwinkel van zijn oom werden allerlei muziekinstrumenten aangeboden, ook van Duitse, Franse en Oostenrijkse makelij. Tijdens zijn stage bij zijn oom leerde hij moderne rietblaasinstrumenten kennen. Omdat hij volgens zijn oom niet over de nodige technische vaardigheid beschikte brak hij zijn stage voortijdig af. Na de vroegtijdige dood van zijn oom nam hij met zijn broer zowel de muziekzaak van zijn oom als die van zijn vader over. 
Wheatstone liet zich uit St. Petersburg een Sheng (een Chinees instrument met doorslaande tongen) opsturen. 
In tegenstelling tot Carl Friederich Uhlig en andere instrumentbouwers in Wenen of Parijs, stelde Wheatstone belang in de concertina vanwege de mogelijkheid er akoestische verschijnselen mee te bestuderen. Dat zijn ideeën te gelde gemaakt werden, had Charles Wheatstone vooral aan zijn broer te danken. Ook de technische ontwikkeling hing niet alleen van Wheatstone af. Al in een vroeg stadium werden deskundigen voor de productie ingehuurd zoals de Zwitserse horlogemakers Louis Lachenal en John Crabb. Lachenal was verantwoordelijk voor de technische uitvoering en Crabb voor het ontwerp. Charles Wheatstone voerde tal van berekeningen en experimenten uit die rechtstreeks verband hielden met de concertina. Hij zocht naar legeringen voor de tongen die een betere klank hadden en toonvast bleven. De symphoniumtongen werden aanvankelijk van zilver en later zelfs van goud gemaakt, terwijl voor de Engelse concertina uiteindelijk staal gebruikt werd.
De Engelse concertina was aanvankelijk een instrument voor de bovenklasse. Desondanks ontstond er al snel een hausse in Engeland; in 1850 waren er al 100 fabrieken die de Engelse concertina fabriceerden.  De concertina's werden voor een deel in luxe uitvoeringen gemaakt en met bijvoorbeeld gouden of zilveren knoppen uitgevoerd. Een van de toonaangevende virtuozen van de Wheatstone concertina was Giulio Regondi. Regondi bespeelde de concertina als onderdeel van de concerttournee van 1840-1841 in Wenen. Regondi en collega's als Johann Dubez spraken meestal van melophon in plaats van concertina, hoewel dat een ander instrument was. Door de concertreizen van Dubez bleef de concertina tot in de late jaren 1880 ook buiten Engeland onder de aandacht.